# Licinia Lentini
Licinia Lentini (Roma, 4 marzo 1959) è un'attrice, doppiatrice, direttrice del doppiaggio e dialoghista italiana.

## Biografia
Ha raggiunto una discreta popolarità nel 1980 come showgirl nel varietà televisivo Studio '80. La sua carriera cinematografica, iniziata nel 1976 (dopo la partecipazione all'edizione di Miss Italia di quell'anno), comprende interpretazioni importanti in diversi film di genere e commedie all'italiana. Tra i ruoli per i quali è maggiormente ricordata quello della signora Borlotti ne L'allenatore nel pallone e quello della signora Bellugi ne Il commissario Lo Gatto, entrambi recitati accanto a Lino Banfi, oltre al personaggio di Moira in Vacanze di Natale. A partire dagli anni novanta si è dedicata soprattutto al teatro e al doppiaggio; in qualità di dialoghista ha scritto i testi di noti telefilm, come That '70s Show, Whoopi e Absolutely Fabulous.

## Filmografia

### Cinema

Licinia Lentini con Franco Califano (al centro) e Martin Balsam (a destra) nel film Gardenia il giustiziere della mala (1979) di Domenico Paolella

- Sturmtruppen, regia di Salvatore Samperi (1976)
- La guerra dei robot, regia di Alfonso Brescia (1978)
- Ridendo e scherzando, regia di Marco Aleandri (1978)
- Sella d'argento, regia di Lucio Fulci (1978)
- Avere vent'anni, regia di Fernando Di Leo (1978)
- Gardenia il giustiziere della mala, regia di Domenico Paolella (1979)
- Il giorno del Cobra, regia di Enzo G. Castellari (1980)
- Fico d'India, regia di Steno (1980)
- Teste di quoio, regia di Giorgio Capitani (1981)
- I carabbimatti, regia di Giuliano Carnimeo (1981)
- È forte un casino!, regia di Alessandro Metz (1982)
- Vacanze di Natale, regia di Carlo Vanzina (1983)
- Delitto in Formula Uno, regia di Bruno Corbucci (1984)
- L'allenatore nel pallone, regia di Sergio Martino (1984)
- Il commissario Lo Gatto, regia di Dino Risi (1986)
- Django 2 - Il grande ritorno, regia di Nello Rossati (1987)
- My Name Is Tanino, regia di Paolo Virzì (2002)
- Vaniglia e cioccolato, regia di Ciro Ippolito (2004)

### Televisione
- Giandomenico Fracchia - Sogni proibiti di uno di noi, regia di Antonello Falqui – miniserie TV (1975)
- Racconti fantastici, regia di Daniele D'Anza – miniserie TV (1979)
- Quattro delitti – serie TV, episodi 1x01-1x03 (1979)
- Aeroporto internazionale – serie TV, episodio 1x25 (1985)
- Tutti in palestra, regia di Vittorio De Sisti – miniserie TV (1987)
- Investigatori d'Italia, regia di Paolo Poeti – miniserie TV (1987)
- Turno di notte – serie TV, episodio 1x15 (1988)
- Classe di ferro – serie TV, 10 episodi (1989-1991)
- Vita coi figli, regia di Dino Risi – miniserie TV (1991)
- L'uomo della carità - Don Luigi Di Liegro, regia di Alessandro Di Robilant – miniserie TV (2007)

## Programmi televisivi
- Felicibumta (Rete 2, 1977)
- Studio '80 (Rete 1, 1980)
- Chewing gum show (Rai 2, 1983)
- Noi con le ali (Rai Due, 1984)

## Doppiaggio

### Cinema
- Rosemary Dunsmore in At the Mercy of a Stranger, College femminile, L'acchiappasogni
- Googie Withers in Incubi notturni
- Diane Lane in Il tempo dei cani pazzi
- Anja Kling in Final Days - La libertà oltre il muro
- Penelope Wilton in Re Lear, edizione 2012
- Gloria Rodríguez in Le età di Lulù
- Vivica A. Fox in Un ragazzo veramente speciale

### Serie televisive
- Graciela Stéfani in Flor - Speciale come te, Teen Angels
- Ana Belén in La passione turca
- Brooke Shields in That '70s Show
- Natália do Vale in Doppio imbroglio[2]
- la squadra 8 2007

### Cartoni animati
- Funerella in Zombie Hotel
- Inoki in I fantastici viaggi di Fiorellino
- Annamaria ne Il piccolo Mozart

### Videogiochi
- Regina Isabella e Voce guida in Barbie in le 12 principesse danzanti (videogioco)

## Doppiatrici
- Maria Pia Di Meo in Sella d'argento
- Flaminia Jandolo in Avere vent'anni
- Solvejg D'Assunta in Gardenia il giustiziere della mala